# Jac Schaeffer
Pour les articles homonymes, voir Jacqueline Schaeffer et Schaeffer.
Jacqueline « Jac » Schaeffer, née le 26 octobre 1978, est une réalisatrice, productrice et scénariste américaine connue pour son premier long métrage Timer, sorti en 2009. Elle a également travaillé pour l'univers cinématographique Marvel en créant les séries télévisées WandaVision et Agatha All Along, ainsi qu'en co-écrivant le film Black Widow.

## Biographie
Jac Schaeffer a grandi à Agoura Hills, en Californie, et a été inspirée dès l'adolescence par les réalisateurs Quentin Tarantino, Robert Rodriguez, Allison Anders et Lisa Cholodenko. Elle est diplômée de l'Université de Princeton après avoir terminé une thèse de 81 pages, intitulée « Splinter in the Mind: The Dilemma of the Political Dystopian Protagonist and the Cyberpunk Hero. » Elle a ensuite obtenu un master dans le domaine des beaux-arts et en production cinématographique au sein de l'USC School of Cinema.
Elle a écrit, produit et réalisé son premier long métrage, une comédie romantique de science-fiction intitulée Timer avec Emma Caulfield. Le film a fait ses débuts au Festival du film de Tribeca en 2009.
Par la suite, elle a écrit Le Coup du siècle, un remake du Plus Escroc des deux avec Anne Hathaway et Rebel Wilson, qui est sorti en mai 2019.
Elle participe également à la co-écriture du scénario du film Captain Marvel de Marvel Studios avec Geneva Robertson-Dworet, Anna Boden et Ryan Fleck. Le film est sorti le 6 mars 2019.
Enfin, elle a écrit le film Black Widow, également pour Marvel Studios, avec Scarlett Johansson, avant d'être remplacée par Ned Benson, qui à son tour a été remplacée par Eric Pearson. Elle a aussi été embauchée par Marvel pour créer, mais aussi écrire le premier et le neuvième épisode de la série WandaVision, sortie en janvier 2021. Plus récemment, elle a signé un accord global avec Disney Television Studios.

## Filmographie

### En tant que réalisatrice
- 2009 : Timer
- 2024 : Agatha All Along

### En tant que scénariste
- 2009 : Timer
- 2017 : La Reine des neiges : Joyeuses fêtes avec Olaf (court-métrage)
- 2019 : Captain Marvel (non créditée, co-écriture avec Geneva Robertson-Dworet, Anna Boden & Ryan Fleck)
- 2019 : Le Coup du siècle (co-écrit avec Stanley Shapiro, Paul Henning et Dale Launer)
- 2021 : WandaVision (2 épisodes)
- 2021 : Black Widow (co-écrit avec Ned Benson et Eric Pearson)
- 2024 : Agatha All Along

### En tant que productrice
- 2009 : Timer
- 2021 : WandaVision (production exécutive)
- 2024 : Agatha All Along (production exécutive)